# Maratona di Enschede
La maratona di Enschede è una maratona che si tiene nella città olandese di Enschede dal 1947. Fino al 1991 aveva una frequenza biennale, mentre a partire da allora viene organizzata con cadenza annuale. La partecipazione delle donne alla competizione è stata consentita a partire dal 1981.
Il detentore del record di questa maratona è l'ugandese Stephen Kiprotich, che corse in 2h07'20" nell'edizione del 2011. Il record femminile appartiene invece alla russa Lidya Vasilevskaya, che nel 2002 la corse in 2h29'23".

## Albo d'oro
Legenda:
  Record della maratona

### Uomini
| Data               | Vincitore               | Nazione          | Prestazione |
| ------------------ | ----------------------- | ---------------- | ----------- |
| 27 aprile 2014     | Elijah Sang             | Kenya            | 2h10'21"    |
| 21 aprile 2013     | Isaac Kosgei            | Kenya            | 2h09'17"    |
| 22 aprile 2012     | Ishmael Busendich       | Kenya            | 2h09'09"    |
| 17 aprile 2011     | Stephen Kiprotich       | Uganda           | 2h07'20"    |
| 25 aprile 2010     | John Kelai              | Kenya            | 2h12'17"    |
| 26 aprile 2009     | Jacob Kipchumba Yator   | Kenya            | 2h09'02"    |
| 27 aprile 2008     | Silas Toek              | Kenya            | 2h10'40"    |
| 22 aprile 2007     | Thomson Kibet Cherogony | Kenya            | 2h11'35"    |
| April 23, 2006     | Sammy Rotich            | Kenya            | 2h12'05"    |
| 15 maggio 2005     | John Kelai              | Kenya            | 2h11'44"    |
| 16 maggio 2004     | Girma Tolla             | Etiopia          | 2h10'33"    |
| 25 maggio 2003     | Wilson Kibet            | Kenya            | 2h11'38"    |
| 26 maggio 2002     | Raymond Kipkoech        | Kenya            | 2h12'33"    |
| 27 maggio 2001     | El Mustapha Riad        | Marocco          | 2h12'20"    |
| 2000               | Cancellata              | —                | —           |
| 6 giugno 1999      | Anatoli Zerouk          | Ucraina          | 2h16'31"    |
| 7 giugno 1998      | Ahmed Salah             | Gibuti           | 2h13'25"    |
| 8 giugno 1997      | Dmitriy Kapitonov       | Russia           | 2h12'09"    |
| 16 giugno 1996     | John Mandu              | Kenya            | 2h15'14"    |
| 18 giugno 1995     | Viktor Goural           | Ucraina          | 2h15'29"    |
| 5 giugno 1994      | Piotr Pobłocki          | Polonia          | 2h13'01"    |
| 13 giugno 1993     | Jan Tau                 | Sudafrica        | 2h12'19"    |
| 11 ottobre 1992    | Willie Mtolo            | Sudafrica        | 2h13'39"    |
| 13 ottobre 1991    | Sergey Prorokov         | Unione Sovietica | 2h15'04"    |
| 26 agosto, 1989    | Marti ten Kate          | Paesi Bassi      | 2h10'57"    |
| 20 giugno 1987     | Marti ten Kate          | Paesi Bassi      | 2h13'52"    |
| 12 ottobre 1985    | Zoltan Köszegi          | Ungheria         | 2h15'39"    |
| 10 settembre 1983  | Kevin Forster           | Regno Unito      | 2h14'19"    |
| 11 luglio 1981     | Cor Vriend              | Paesi Bassi      | 2h15'54"    |
| 25 agosto 1979     | Kirk Pfeffer            | Stati Uniti      | 2h11'50"    |
| August 27, 1977    | Brian Maxwell           | Canada           | 2h15'14"    |
| 30 agosto 1975     | Ron Hill                | Inghilterra      | 2h15'59"    |
| 1º settembre, 1973 | Ron Hill                | Inghilterra      | 2h18'06"    |
| 4 settembre 1971   | Bernie Allen            | Inghilterra      | 2h16'54"    |
| 16 agosto 1969     | Kazuo Matsubara         | Giappone         | 2h19'29"    |
| 26 agosto 1967     | Yoshiro Mifune          | Giappone         | 2h20'53"    |
| 28 agosto 1965     | Aurèle Vandendriessche  | Belgio           | 2h21'16"    |
| 13 luglio 1963     | Václav Chudomel         | Cecoslovacchia   | 2h25'11"    |
| 12 agosto 1961     | Peter Wilkinson         | Regno Unito      | 2h24'12"    |
| 15 agosto 1959     | Pavel Kantorek          | Cecoslovacchia   | 2h26'48"    |
| 17 agosto 1957     | Piet Bleeker            | Paesi Bassi      | 2h32'39"    |
| 27 agosto 1955     | Reinaldo Gorno          | Argentina        | 2h26'33"    |
| 12 settembre 1953  | Jim Peters              | Inghilterra      | 2h19'22"    |
| 1º settembre 1951  | Veikko Karvonen         | Finlandia        | 2h29'02"    |
| 20 agosto 1949     | Jack Holden             | Inghilterra      | 2h20'52"    |
| 20 agosto 1947     | Eero Riikonen           | Finlandia        | 2h44'13"    |

### Donne
| Data              | Vincitrice          | Nazione        | Prestazione |
| ----------------- | ------------------- | -------------- | ----------- |
| 27 aprile 2014    | Reina Visser        | Paesi Bassi    | 2h42'06"    |
| 21 aprile 2013    | Arenda Abbink       | Paesi Bassi    | 2h59'52"    |
| 22 aprile 2012    | Konstantina Kefala  | Grecia         | 2h41'01"    |
| 17 aprile 2011    | Ingrid Prigge       | Paesi Bassi    | 2h45'10"    |
| 25 aprile 2010    | Ingrid Prigge       | Paesi Bassi    | 2h46'25"    |
| 26 aprile 2009    | Ilona Pfeiffer      | Germania       | 2h44'58"    |
| 27 aprile 2008    | Polly Nkambi        | Paesi Bassi    | 3h12'41"    |
| 22 aprile 2007    | Ingrid Prigge       | Paesi Bassi    | 2h42'31"    |
| 23 aprile 2006    | Petra van Tongeren  | Paesi Bassi    | 3h19'13"    |
| 25 maggio 2005    | Abidi Tigist        | Etiopia        | 2h33'01"    |
| 16 maggio 2004    | Nadezhda Wijenberg  | Paesi Bassi    | 2h31'23"    |
| M25 maggio 2003   | Gea Siekmans        | Paesi Bassi    | 3h05'02"    |
| 26 maggio 2002    | Lidya Vasilevskaya  | Russia         | 2h29'23"    |
| May 27, 2001      | Franca Fiacconi     | Italia         | 2h31'40"    |
| 2000              | Cancellata          | —              | —           |
| 6 giugno 1999     | Halina Karnatsevich | Bielorussia    | 2h37'35"    |
| 7 giugno 1998     | Violetta Kryza      | Polonia        | 2h38'51"    |
| 8 giugno 1997     | Carla Beurskens     | Paesi Bassi    | 2h37'20"    |
| 16 giugno 1996    | Mieke Pullen        | Paesi Bassi    | 2h41'13"    |
| June 18, 1995     | Irina Yagodina      | Ucraina        | 2h36'43"    |
| 5 giugno 1994     | Franca Fiacconi     | Italia         | 2h37'43"    |
| 13 giugno 1993    | Veronika Troxler    | Svizzera       | 2h44'33"    |
| 11 ottobre 1992   | Natalia Repescko    | Sudafrica      | 2h42'50"    |
| 13 ottobre 1991   | Czesława Mentlewicz | Polonia        | 2h41'48"    |
| 26 agosto 1989    | Alena Peterkova     | Cecoslovacchia | 2h40'28"    |
| 20 giugno 1987    | Helen Comsa         | Svizzera       | 2h39'29"    |
| 12 ottobre 1985   | Eefje van Wissen    | Paesi Bassi    | 2h39'32"    |
| 10 settembre 1983 | Priscilla Welch     | Inghilterra    | 2h36'32"    |
| 11 luglio 1981    | Jane Wipf           | Stati Uniti    | 2h38'21"    |